# 新蘭陽八景
新蘭陽八景，指台灣宜蘭縣的八個重要風景名勝。最初由臺灣清治時期的噶瑪蘭廳通判烏竹芳選定蘭陽八景，因當時宜蘭溪南地區正在開發，因此選定的八景大多在溪北山麓及濱海一帶。1953年，宜蘭縣第一屆民選縣長盧纘祥為編纂《宜蘭縣志》，重整文獻並四處訪幽尋勝，將蘭陽八景之外增選了「新蘭陽八景」，以平衡各地觀光資源。

## 新蘭陽八景
- 北關海濤（北關）
- 龜山朝日（龜山島）
- 金面大觀（石牌縣界公園）
- 湯圍溫泉（湯圍溝公園）
- 武荖林泉（武荖坑）
- 寒溪櫻花（寒溪）
- 太平雲海（太平山）
- 蘇澳蜃市（蘇澳）

## 舊蘭陽八景
- 龜山朝日：「曉峰高出半天橫，環抱滄波似鏡明。一葉孤帆山下過，遙看紅日碧濤生。」，指龜山島。
- 嶐嶺夕煙：「層層石磴繞青雲，綠樹濃陰路不分。半面斜陽還返照，晴煙一縷碧氤氳。」，指草嶺。
- 西峰爽氣：「重疊青峰映碧流，西來爽氣一天秋。山光入眼明如鏡，空翠襲人無限幽。」，指礁溪的五峰旗連山。
- 北關海潮：「蘭城鎖鑰扼山腰，雪浪飛騰響怒潮。日夕忽疑風雨至，方知萬里水來朝。」，指大溪至龜山之間海岸。
- 石港春帆：「石港深深口乍開，漁歌鼓棹任徘徊。那知一夕南風急，無數春帆帶雨來。」，指頭圍的河口。
- 沙喃秋水：「磧石重重到處勻，青山四壁少居鄰。秋來積潦無邊闊，水色天光一鑑新。」，指三星。
- 蘇澳蜃市：「澳水回旋地角東，山光日色照曈曨。蜃樓海市何人見？遙在澹煙疏雨中。」，指蘇澳。
- 湯圍溫泉：「泉流瀉出半清湍，獨有湯圍水異香。是否天工鑪火後，浴盆把住不驚寒？」，指礁溪溫泉。